# Christian Pulisic
Christian Mate Pulisic (Hershey, 18 september 1998) is een Amerikaans-Kroatisch voetballer die doorgaans als vleugelspeler of offensieve middenvelder speelt. Hij startte zijn carrière bij Borussia Dortmund, voordat hij in 2019 overstapte naar Chelsea, waarmee hij in 2021 de UEFA Champions League won. Hij verruilde Chelsea in juli 2023 voor AC Milan. Pulisic debuteerde in 2016 in het Amerikaans voetbalelftal, waarmee hij deelnam aan het WK 2022 en de CONCACAF Nations League won in 2021 en 2023. Hij is viervoudig Amerikaans voetballer van het jaar.

## Clubcarrière

### Jeugd
Toen Pulisic' ouders in 2005 gingen werken in Europa, ging Pulisic een jaar voetballen bij Brackley Town. In een jaar tijd in Engeland leerde hij de Engelse voetbalcultuur kennen door diverse voetbalstadions te bezoeken. Terug in de Verenigde Staten ging hij kort spelen bij Michigan Rush. Vervolgens voetbalde hij zeven jaar lang bij PA Classics. In 2010 ging hij vijf dagen op proef bij Chelsea. Toen Pulisic 14 jaar was, wilden zijn ouders hem laten spelen bij een club in Europa om hem beter te laten ontwikkelen. Pulisic werd uitgenodigd voor een proeftijd bij La Masía en was in 2013 en in 2014 op proef bij PSV, waar hij samenspeelde met onder anderen Cody Gakpo. De Zuid-Afrikaanse voetbaladviseur Rob Moore adviseerde Pulisic echter om in Duitsland te gaan voetballen. In februari 2015 ging Pulisic spelen bij Borussia Dortmund, dat Pulisic hielp om aan een EU-paspoort te komen en vader Mark een baan als trainer aanbood. Zonder een EU-paspoort zou Pulisic tot zijn achttiende gewacht moeten hebben om bij Borussia Dortmund te spelen. In zijn eerste half jaar bij Borussia Dortmund won Pulisic met het onder 17-elftal de competitie. Hij scoorde vijf keer in zijn eerste vier wedstrijden. In het seizoen 2015/16 kwam Pulisic ook enkele keren in actie voor het onder 19-elftal dat landskampioen werd.

### Borussia Dortmund
Pulisic maakte zijn debuut in het profvoetbal op 30 januari 2016, toen Thomas Tuchel hem bij Borussia Dortmund na 68 minuten liet invallen voor Adrián Ramos in de met 2–0 gewonnen wedstrijd tegen FC Ingolstadt 04 in de Bundesliga. De volgende speeldag mocht de middenvelder opnieuw invallen tegen Hertha BSC. Hij maakte op 18 februari 2016 zijn opwachting in de zestiende finales van de UEFA Europa League tegen FC Porto als vervanger van Marco Reus. Daarmee werd hij de jongste Amerikaan ooit die in actie kwam in een competitie van de UEFA. Pulisic maakte drie dagen later tegen Bayer Leverkusen zijn basisdebuut. Hij maakte op 17 april 2016 zijn eerste doelpunt voor Borussia Dortmund, tegen Hamburger SV (3–0 winst) en werd daarmee de jongste buitenlandse doelpuntenmaker ooit in de Bundesliga. Zes dagen later scoorde hij ook bij een 0–3 zege op VfB Stuttgart. Zo werd hij op 17-jarige leeftijd de jongste speler ooit die zijn tweede doelpunt in de Bundesliga maakte. Borussia Dortmund eindigde het seizoen als tweede en verloor de finale van de DFB-Pokal tegen Bayern München. Pulisic was in het bekertoernooi niet in actie gekomen.

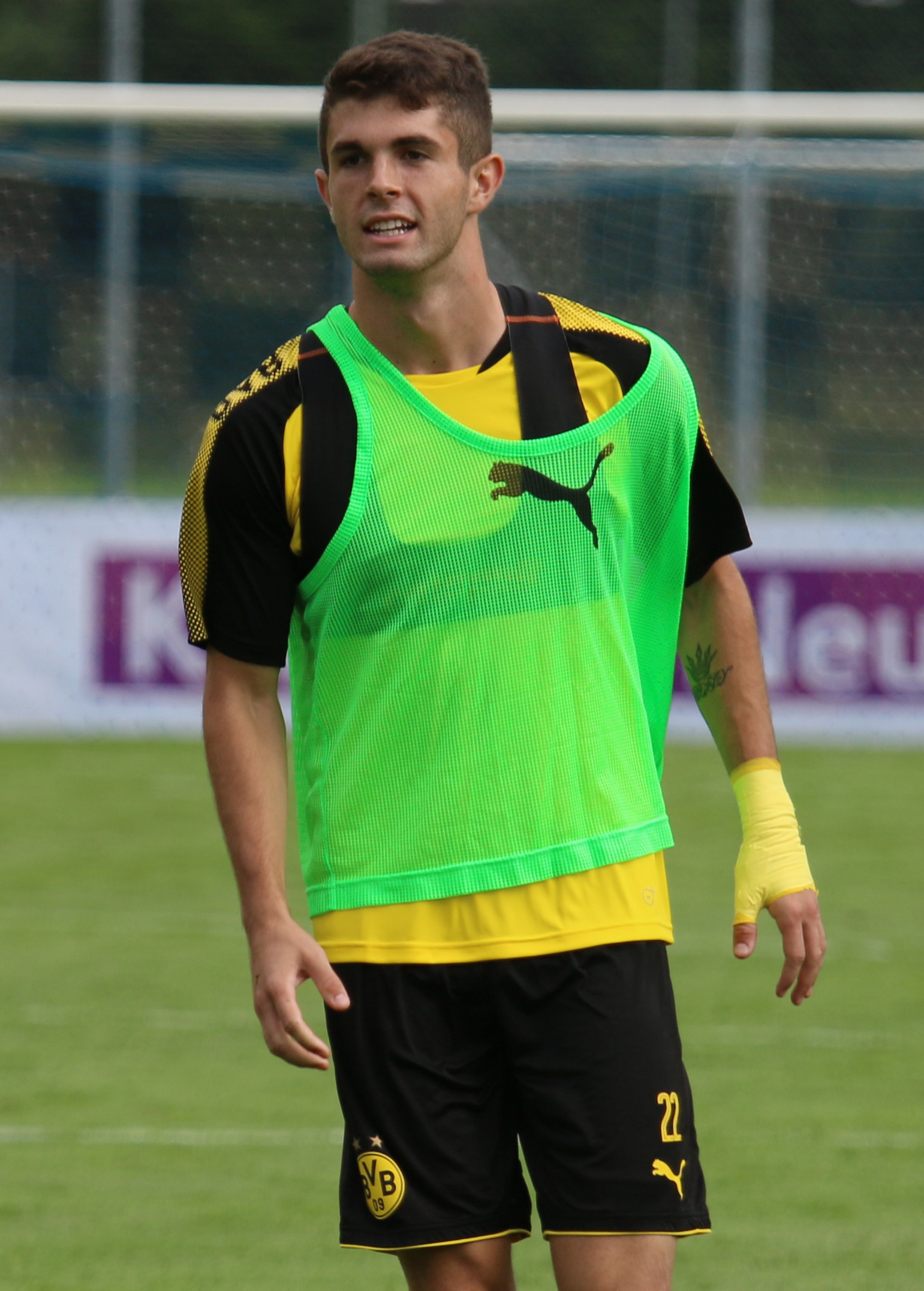
Pulisic gedurende een training van Borussia Dortmund in 2017

Pulisic zat niet in de wedstrijdselectie toen Borussia Dortmund met 2–0 verloor van Bayern München om de DFL-Supercup op 14 augustus 2016. Hij speelde op 14 september 2016, vier dagen voor zijn achttiende verjaardag, de volledige wedstrijd mee toen er met 6–0 van Legia Warschau gewonnen werd in de UEFA Champions League. Daarmee werd hij de jongste Amerikaan en de jongste speler van Borussia Dortmund die ooit in actie kwam in de UEFA Champions League. Pulisic ondertekende in januari 2017 een nieuw contract bij Borussia Dortmund tot medio 2020. Hij werd op 8 maart 2017 met zijn doelpunt tegen SL Benfica in de achtste finales (4–0 winst) de jongste doelpuntenmaker van Borussia Dortmund in de UEFA Champions League. Borussia Dortmund eindigde het seizoen met een derde plaats in de competitie en won het bekertoernooi. Pulisic speelde de tweede helft van de bekerfinale die tegen Eintracht Frankfurt met 2–0 gewonnen werd. Hij had in de kwartfinales van het toernooi gescoord tegen Sportfreunde Lotte. Hij werd met de bekerwinst de jongste Amerikaan met een belangrijke prijs in Europa.
Pulisic scoorde op 5 augustus 2017 tegen Bayern München in de strijd om de DFL-Supercup, die na een 2–2 gelijkspel op strafschoppenserie werd verloren. Hij werd op 14 december 2017 als jongste speler ooit benoemd tot Amerikaans voetballer van het jaar, met 94% van de stemmen. Borussia Dortmund eindigde het seizoen 2017/18 als vierde. Pulisic scoorde op 18 september 2018, zijn twintigste verjaardag, laat in de UEFA Champions League-wedstrijd op bezoek bij Club Brugge de enige treffer van zijn honderdste wedstrijd voor de club. Nadat Pulisic zijn contract bij Borussia Dortmund niet wilde verlengen en eerder werd gelinkt aan een overstap naar Liverpool en Arsenal, werd hij in januari 2019 verkocht aan Chelsea, maar hij speelde nog een half jaar op huurbasis bij Borussia Dortmund. Hij kreeg wegens blessures in zijn laatste seizoen bij Borussia Dortmund minder speelminuten. Hij scoorde in zijn laatste thuiswedstrijd voor Borussia Dortmund, tegen Fortuna Düsseldorf op 11 mei 2019. Borussia Dortmund eindigde het seizoen met een tweede plek in de Bundesliga, twee punten achter Bayern München. Met zijn periode bij Borussia Dortmund inspireerde Pulisic andere Amerikanen als Tyler Adams, Giovanni Reyna en Josh Sargent om ook in de Bundesliga te spelen.

### Chelsea
Pulisic tekende in januari 2019 een contract tot medio 2024 bij Chelsea, dat circa € 64.000.000,- voor hem betaalde. Hij maakte het seizoen nog wel op huurbasis af bij Borussia Dortmund. Met de overstap werd Pulisic de duurste Amerikaanse voetballer ooit. Álvaro Morata was de enige veldspeler waarvoor Chelsea FC ooit meer geld had betaald, terwijl Ousmane Dembélé de enige speler was waaraan Borussia Dortmund ooit meer geld had verdiend dan aan Pulisic. Terwijl Pulisic nog een half jaar bij Borussia Dortmund speelde, eindigde Chelsea FC als derde in de Premier League en won het de UEFA Europa League. Pulisic werd genoemd als vervanger van Eden Hazard, die in de zomer van 2019 vertrok naar Real Madrid.
Pulisic debuteerde voor Chelsea FC op 11 augustus 2019, als invaller voor Ross Barkley in het met 4–0 verloren competitieduel tegen Manchester United. Drie dagen later startte hij voor het eerst in de basiself en maakte hij zijn internationale debuut voor Chelsea FC. Chelsea FC verloor die dag op strafschoppen de strijd om de UEFA Super Cup van Liverpool. Pulisic maakte op 26 oktober 2019 een perfecte hattrick in het uitduel met Burnley (2–4). Dat waren zijn eerste drie doelpunten voor Chelsea FC. Met deze eerste hattrick uit zijn clubcarrière volgde hij Clint Dempsey als tweede Amerikaan die een hattrick maakte in de Premier League. Bovendien werd hij de jongste Amerikaan en de jongste speler van Chelsea FC die ooit een hattrick maakte in de Premier League en werd hij de eerste speler die een perfecte hattrick namens Chelsea FC maakte sinds Didier Drogba in 2010. Op 27 november 2019 maakte hij zijn eerste internationale doelpunt voor Chelsea, op bezoek bij Valencia in de UEFA Champions League. Pulisic werd in december 2019 de zevende en de jongste speler die voor een tweede keer werd verkozen tot Amerikaans mannelijke voetballer van het jaar. In januari 2020 raakte hij voor meerdere weken geblesseerd. Daardoor moest hij de verloren achtste finale van de UEFA Champions League tegen Bayern München missen. Hij was hersteld toen het seizoen was voortgezet na een onderbreking door de coronacrisis. Na de onderbreking maakte hij indruk en scoorde hij vier keer in negen competitiewedstrijden, waaronder tegen Manchester City. Doordat Chelsea FC die wedstrijd met 2–1 won, werd Liverpool gekroond tot Engels landskampioen. Chelsea eindigde in de competitie als vierde, waarmee het een ticket voor de UEFA Champions League 2020/21 bemachtigde. Op 1 augustus 2020 opende Pulisic tegen stadsgenoot Arsenal de score in de finale van de FA Cup, waarmee hij de eerste Amerikaanse doelpuntenmaker in een finale van dit toernooi werd. Nadat hij geblesseerd het veld verliet, werd de finale echter gewonnen door Arsenal. In augustus 2020 werd Pulisic genomineerd voor de titel Jonge Speler van het Jaar in de Premier League, samen met zijn teamgenoot Mason Mount. De titel werd uiteindelijk gewonnen door Trent Alexander-Arnold.
Voorafgaand aan het seizoen 2020/21 verruilde Pulisic rugnummer 22 voor rugnummer 10, dat eerder werd gedragen door Willian, die vertrok naar Arsenal. Hij had in de beginfase van het seizoen last van blessures. Met een doelpunt tegen Leeds United op 5 december 2020 werd hij de vierde Amerikaan die zijn tiende doelpunt maakte in de Premier League. Van alle Amerikanen was hij de speler die daarvoor de minste wedstrijden nodig had en de jongste leeftijd had bij het maken van zijn tiende doelpunt in de Premier League. Pulisic werd bij Chelsea FC in januari 2021 herenigd met Thomas Tuchel als trainer. In de terugwedstrijd van de UEFA Champions League-kwartfinale tegen FC Porto op 13 april 2021 verloor Chelsea met 1–0, maar plaatste het zich voor de halve finales. Pulisic werd benoemd tot man van de wedstrijd, nadat er elf overtredingen op hem gemaakt werden, wat een evenaring was van een UEFA Champions League-record van Lionel Messi. Met een doelpunt in de halve finale tegen Real Madrid op 27 april 2021 werd hij de eerste Amerikaanse doelpuntenmaker en de jongste doelpuntenmaker van Chelsea in de halve finales van de UEFA Champions League. Bovendien werd hij de eerste Amerikaan die scoorde tegen Real Madrid. Het was zijn vijfde doelpunt in de UEFA Champions League, waardoor hij ook in zijn eentje Amerikaans topscorer aller tijden in dat toernooi werd. De finale werd op 29 mei 2021 met 1–0 gewonnen van Manchester City. In deze finale werd Pulisic de eerste Amerikaan die in actie kwam in een UEFA Champions Leaguefinale, als vervanger van Timo Werner. Hij volgde Jovan Kirovski als tweede Amerikaan die de UEFA Champions League won. In de competitie was Chelsea als vierde geëindigd en in de FA Cup werd de finale voor een tweede jaar op rij verloren, van Leicester City.

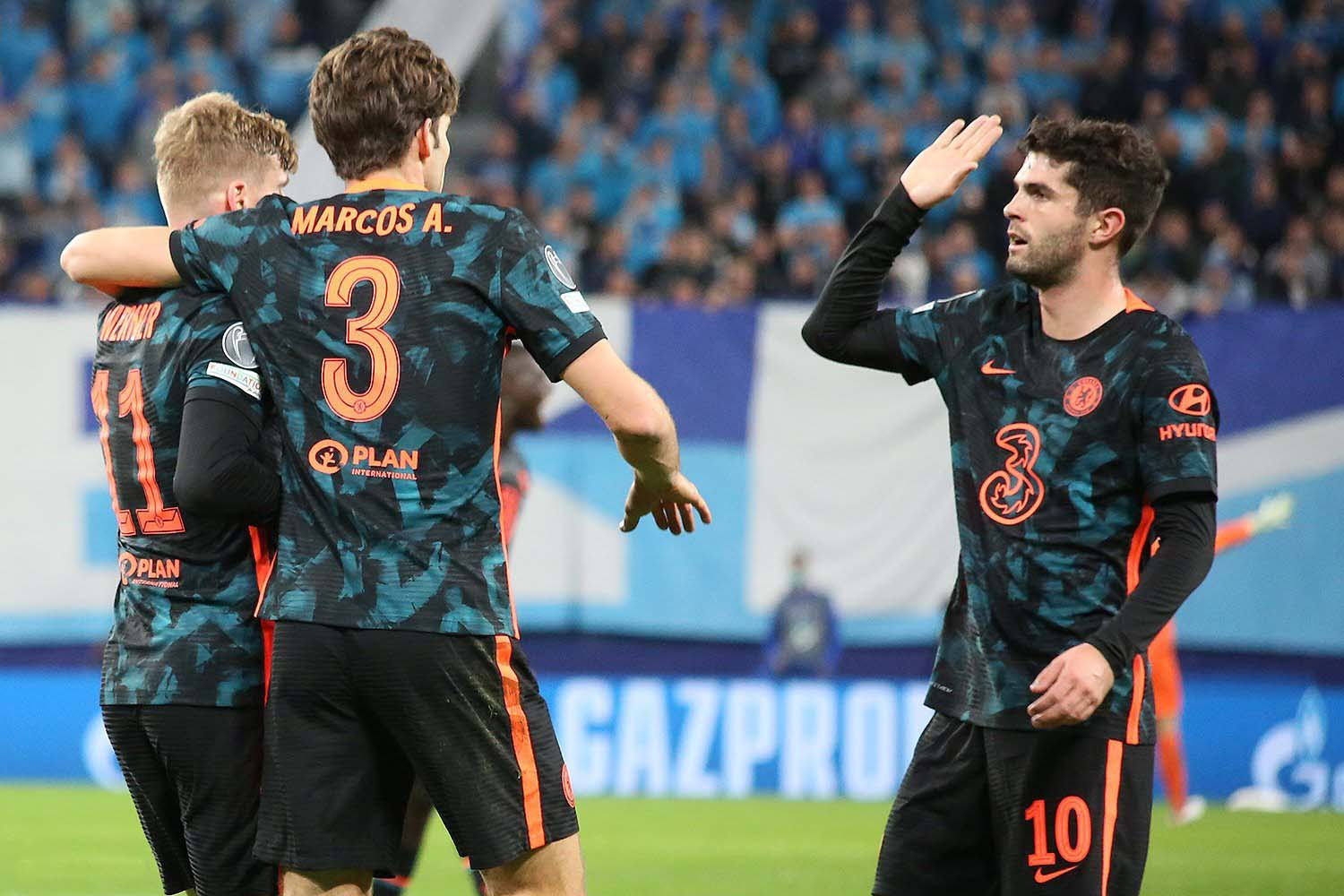
Pulisic (r) namens Chelsea FC in de UEFA Champions League tegen Zenit Sint-Petersburg (3–3) in december 2021

Nadat Pulisic een strafschop benutte in de gewonnen penaltyserie tegen Villareal om de UEFA Super Cup op 11 augustus 2021 en scoorde tegen Crystal Palace in de eerste competitiewedstrijd van het seizoen, moest hij door een besmetting met COVID-19 en een blessure een groot deel van de seizoenstart van het seizoen 2021/22 missen. In december 2021 volgde hij Landon Donovan, Clint Dempsey en Kasey Keller als vierde speler die voor een derde keer werd verkozen tot Amerikaans mannelijk voetballer van het jaar. Hij mocht op 12 februari 2022 invallen in de eerste helft van de finale van het WK voor clubs in Abu Dhabi. De wedstrijd werd na een verlenging met 2–1 van SE Palmeiras gewonnen, waardoor Chelsea zich voor het eerst in zijn clubgeschiedenis kroonde tot wereldkampioen. Pulisic scoorde op 22 februari en 16 maart 2022 in beide wedstrijden van het tweeluik tegen Lille OSC in de achtste finales van de UEFA Champions League. Daarmee kwam hij op vier doelpunten in de knock-outfase van de UEFA Champions League in zijn carrière en evenaarde hij een Noord-Amerikaans record van Javier Hernández. In de volgende ronde werd de club uitgeschakeld door Real Madrid Pulisic startte in de basiself voor de finales van de League Cup op 27 februari 2022 en de FA Cup op 14 mei 2022. In beide finales was hij al gewisseld voor Chelsea de penaltyserie verloor van Liverpool. In de competitie eindigde Chelsea als derde. In het gehele seizoen 2022/23 kreeg Pulisic mede door blessureleed onder leiding van trainers Tuchel, Graham Potter, Bruno Saltor en Frank Lampard slechts tien basisplaatsen en scoorde hij enkel tegen Wolverhampton Wanderers op 8 oktober 2022. Chelsea FC eindigde het seizoen op een teleurstellende twaalfde plek in de Premier League en werd in de kwartfinales van de UEFA Champions League wederom uitgeschakeld door Real Madrid. Na zijn vertrek bij Chelsea vertelde Pulisic dat hij soms had gehoopt om meer kansen, maar dat hij trots was op zijn prestaties en groei bij Chelsea.

### AC Milan
Op 13 juli 2023 werd bekend dat Pulisic overstapte naar AC Milan, dat het seizoen daarvoor als vierde was geëindigd in de Serie A. Pulisic ondertekende een vierjarig contract met een optie voor een extra jaar en ging spelen met rugnummer 11. Met de transfer zou een bedrag van € 22.000.000,- gemoeid zijn. Pulisic volgde Oguchi Onyewu en Sergiño Dest als derde Amerikaan bij AC Milan. Vlak voor de overstap had de Amerikaanse bondscoach Gregg Berhalter Pulisic al geadviseerd om bij AC Milan te spelen en werd Pulisic ook gelinkt aan een overstap naar Juventus en Olympique Lyonnais. Bij AC Milan zou hij weer gaan samenspelen met zijn eerdere teamgenoten Olivier Giroud, Fikayo Tomori en Ruben Loftus-Cheek. In de voorbereiding miste Pulisic een strafschop, maar scoorde hij in de rebound tegen AC Monza, waarna AC Milan de Trofeo Silvio Berlusconi won.
Pulisic maakte op 21 augustus 2023 zijn officiële debuut voor AC Milan met een basisplaats en was direct trefzeker bij een 0–2 zege op Bologna FC in de Serie A. Na zijn debuut vertelde hij dat zijn overstap naar AC Milan voelde als de perfecte stap in zijn carrière. Vijf dagen later scoorde hij ook in zijn eerste officiële thuiswedstrijd voor AC Milan bij een 4–1 competitiezege op Torino FC. Pulisic maakte zijn UEFA Champions League-debuut voor AC Milan op 19 september 2023, als vervanger van Samuel Chukwueze tegen Newcastle United (0–0). Hij maakte op 13 december de gelijkmaker in de uitwedstrijd tegen Newcastle United. Doordat die wedstrijd uiteindelijk met 1–2 gewonnen werd, plaatste AC Milan zich ten koste van zijn tegenstander voor de knock-outfase van de UEFA Europa League. Pulisic werd tijdens zijn eerste maanden in Milaan geprezen als een van de belangrijkste spelers van het team. Hij maakte op 30 december 2023 het enige doelpunt in een thuisduel met US Sassuolo. Met zes doelpunten verbrak hij zo een record van Weston McKennie als Amerikaan met de meeste doelpunten in één Serie A-seizoen. Hij werd voor zijn prestaties in december 2023 benoemd tot Speler van de Maand in de Serie A. Pulisic evenaarde op 18 januari 2024 een record van Landon Donovan door voor een vierde keer uitgeroepen te worden tot Amerikaans voetballer van het jaar, met 53% van de stemmen. Nadat hij betrokken was bij twee rode kaarten voor spelers van SS Lazio bij een 0–1 overwinning op 1 maart 2024, kreeg hij doodsbedreigingen op sociale media. Op 17 maart 2024 maakte hij tegen Hellas Verona (1–3 winst) het 5000ste doelpunt van de club in de geschiedenis van de Serie A. AC Milan eindigde het seizoen als tweede in de competitie en werd uitgeschakeld in de kwartfinales van de Coppa Italia en de UEFA Europa League. Pulisic evenaarde met 12 doelpunten in de competitie en 15 doelpunten in alle competities persoonlijke records. Bovendien werd hij genomineerd voor de prijs van beste middenvelder van het Serie A-seizoen, die uiteindelijk gewonnen werd door Hakan Çalhanoğlu.
Bij een 2–1 competitienederlaag tegen ACF Fiorentina op 6 oktober 2024 misten Theo Hernández en Tammy Abraham strafschoppen voor AC Milan, waarna trainer Paulo Fonseca aangaf dat Pulisic als vaste penaltynemer de strafschoppen had moeten nemen. Pulisic scoorde in januari 2025 in zowel de halve finale tegen Juventus FC als in de finale tegen rivaal Internazionale in de Supercoppa. Doordat die wedstrijden met 1–2 en 2–3 werden gewonnen, won AC Milan voor het eerst in acht jaar de Italiaanse supercup.

## Clubstatistieken
| Seizoen         | Club              | Competitie      | Competitie | Competitie | Beker | Beker | Continentaal | Continentaal | Overig | Overig | Totaal | Totaal |
| Seizoen         | Club              | Competitie      | Wed.       | Dlp.       | Wed.  | Dlp.  | Wed.         | Dlp.         | Wed.   | Dlp.   | Wed.   | Dlp.   |
| --------------- | ----------------- | --------------- | ---------- | ---------- | ----- | ----- | ------------ | ------------ | ------ | ------ | ------ | ------ |
| 2015/16         | Borussia Dortmund | Bundesliga      | 9          | 2          | 0     | 0     | 3            | 0            | —      | —      | 12     | 2      |
| 2016/17         | Borussia Dortmund | Bundesliga      | 29         | 3          | 4     | 1     | 10           | 1            | 0      | 0      | 43     | 5      |
| 2017/18         | Borussia Dortmund | Bundesliga      | 32         | 4          | 1     | 0     | 8            | 0            | 1      | 1      | 42     | 5      |
| 2018/19         | Borussia Dortmund | Bundesliga      | 20         | 4          | 3     | 2     | 7            | 1            | —      | —      | 30     | 7      |
| Club totaal     | Club totaal       | Club totaal     | 90         | 13         | 8     | 3     | 28           | 2            | 1      | 1      | 127    | 19     |
| 2019/20         | Chelsea           | Premier League  | 25         | 9          | 4     | 1     | 4            | 1            | 1      | 0      | 34     | 11     |
| 2020/21         | Chelsea           | Premier League  | 27         | 4          | 6     | 0     | 10           | 2            | —      | —      | 43     | 6      |
| 2021/22         | Chelsea           | Premier League  | 22         | 6          | 7     | 0     | 7            | 2            | 2      | 0      | 38     | 8      |
| 2022/23         | Chelsea           | Premier League  | 24         | 1          | 1     | 0     | 5            | 0            | —      | —      | 30     | 1      |
| Club totaal     | Club totaal       | Club totaal     | 98         | 20         | 18    | 1     | 26           | 5            | 3      | 0      | 145    | 26     |
| 2023/24         | AC Milan          | Serie A         | 36         | 12         | 2     | 0     | 12           | 3            | —      | —      | 50     | 15     |
| 2024/25         | AC Milan          | Serie A         | 20         | 6          | 2     | 0     | 8            | 4            | 2      | 2      | 32     | 12     |
| Club totaal     | Club totaal       | Club totaal     | 56         | 18         | 4     | 0     | 20           | 7            | 2      | 2      | 82     | 27     |
| Carrière totaal | Carrière totaal   | Carrière totaal | 244        | 51         | 30    | 4     | 74           | 14           | 4      | 1      | 354    | 72     |

Bijgewerkt op 17 februari 2025.

## Interlandcarrière
Pulisic kwam uit voor diverse Amerikaanse nationale jeugdelftallen. Hij speelde in 2015 in alle drie de wedstrijden van het WK onder 17 in Chili en scoorde in het 2–2 gelijkspel tegen Kroatië. Hij maakte twintig doelpunten in 34 competitieduels voor de Verenigde Staten –21. Hij debuteerde onder leiding van Jürgen Klinsmann in het eerste nationale elftal op 30 maart 2016 door tien minuten voor tijd Graham Zusi te vervangen in de 4–0 zege op Guatemala in de WK-kwalificatie. Met een leeftijd van 17 jaar en 193 dagen werd hij de jongste speler ooit die namens de Verenigde Staten speelde in een kwalificatiewedstrijd en de vijfde jongste speler ooit die überhaupt een interland voor de Verenigde Staten speelde. Door het debuut kon Pulisic niet langer voor Kroatië spelen. Hij zei na de wedstrijd dat een droom was uitgekomen en kreeg complimenten van Kyle Beckerman. Pulisic werd in mei 2016 door Klinsmann opgenomen in de Amerikaanse selectie voor de Copa América in eigen land. Hij werd op 29 mei 2016 op een leeftijd van 17 jaar en 359 dagen de jongste doelpuntenmaker ooit voor de Verenigde Staten toen hij het laatste doelpunt maakte in een 4–0 oefenzege op Bolivia. Pulisic kwam in drie wedstrijden, telkens als invaller, in actie op de Copa América. De Verenigde Staten eindigden als vierde. In 2016 werd Pulisic benoemd tot beste jonge Amerikaans voetballer van het jaar.
Pulisic werd op 2 september 2016 de jongste Amerikaan die scoorde in de WK-kwalificatie en de jongste Amerikaan die twee keer scoorde in één interland met 17 jaar en 349 dagen bij de 0–6 zege op Saint Vincent en de Grenadines. Vier dagen later werd hij de jongste Amerikaan die startte in een WK-kwalificatiewedstrijd, in een wedstrijd die de Verenigde Staten met 4–0 zouden winnen van Trinidad en Tobago. Bondscoach Bruce Arena nam Pulisic niet op in de Amerikaanse selectie voor de Gold Cup 2017, die door de Verenigde Staten in eigen land gewonnen werd, omdat de spelers in Europa een pauze nodig zouden hebben. Pulisic maakte zeven doelpunten in de WK-kwalificatie, maar door een nederlaag tegen Trinidad en Tobago in 2017 liepen de Verenigde Staten voor het eerst sinds 1986 kwalificatie voor de WK-eindronde mis. Bij een 1–0 nederlaag tegen Italië op 20 november 2018 werd Pulisic op een leeftijd van 20 jaar en 63 dagen de jongste aanvoerder in de geschiedenis van het Amerikaans elftal. Hij maakte op 27 maart 2019 zijn tiende doelpunt in het shirt van de Verenigde Staten. Hij werd daarmee met een leeftijd van 20 jaar en 189 dagen de jongste speler ooit die dat aantal bereikte, terwijl enkel Clint Mathis daar minder interlands voor nodig had dan Pulisic' 25. Hij werd door bondscoach Gregg Berhalter in juni 2019 voor het eerst opgenomen in de Amerikaanse selectie voor een eindronde van de Gold Cup. Hij kwam in alle wedstrijden in actie en scoorde in de groepsfase tegen Trinidad en Tobago (6–0). Met twee doelpunten in de halve finale tegen Jamaica (1–3) schoot hij de Verenigde Staten naar de finale. Die finale werd met 1–0 verloren van Mexico.

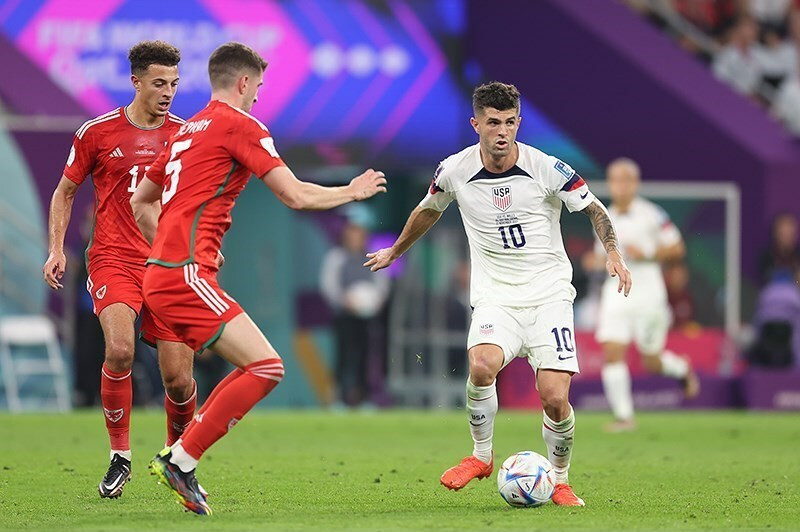
Pulisic (r) in de groepswedstrijd van de Verenigde Staten tegen Wales (1–1) op het WK 2022.

Pulisic maakte op 6 juni 2021 met een strafschop het winnende doelpunt voor de Verenigde Staten in de verlenging van de CONCACAF Nations League-finale tegen Mexico (3–2). Pulisic werd niet geselecteerd voor de Gold Cup 2021 in eigen land, omdat hij net als enkele teamgenoten rust kreeg. De Verenigde Staten wonnen het toernooi wel. Pulisic maakte op 28 maart 2022 zijn eerste hattrick voor de nationale ploeg, in een WK-kwalificatieduel tegen Panama (5–1). Op 31 maart 2022 kwalificeerden de Verenigde Staten zich ondanks een 2–0 nederlaag tegen Costa Rica voor het WK 2022 in Qatar. Pulisic werd in november 2022 door Berhalter opgenomen in de selectie voor de eindronde van dat toernooi. Pulisic gaf een assist bij het enige Amerikaanse doelpunt in de eerste groepswedstrijd tegen Wales (1–1), werd uitgeroepen tot man van de wedstrijd in de tweede groepswedstrijd tegen Engeland (0–0) en maakte het enige doelpunt in de derde groepswedstrijd tegen Iran (0–1), waardoor de Verenigde Staten zich plaatsten voor de achtste finale tegen Nederland. Pulisic was geblesseerd geraakt aan zijn bekken bij het maken van zijn doelpunt tegen Iran, maar was fit genoeg om in de achtste finale te starten. De achtste finale werd met 3–1 verloren. Pulisic maakte op 16 juni 2023 twee doelpunten in de 3–0 overwinning op Mexico in de halve finale van de CONCACAF Nations League. Drie dagen later wonnen de Verenigde Staten het toernooi door de finale met 2–0 van Canada te winnen. Pulisic werd niet opgenomen in de selectie voor de Gold Cup 2023, waarin de Verenigde Staten in de halve finales op strafschoppen werden uitgeschakeld door Panama.
Pulisic speelde in maart 2024 mee in zowel de halve finale tegen Jamaica (3–1 na een verlenging) als de finale tegen Mexico (0–2) toen de Verenigde Staten in eigen land voor de derde editie op rij de CONCACAF Nations League wonnen. Hij werd op 14 juni 2024 door Berhalter opgenomen in de definitieve 26-koppige Amerikaanse selectie voor de Copa América 2024, eveneens in eigen land. In de eerste groepswedstrijd tegen Bolivia droeg Pulisic bij aan een 2–0 zege. De daaropvolgende wedstrijden tegen Panama (2–1) en Uruguay (0–1) gingen echter verloren, waarmee de Verenigde Staten werden uitgeschakeld.
| Interlands van Christian Pulisic voor de Verenigde Staten | Interlands van Christian Pulisic voor de Verenigde Staten | Interlands van Christian Pulisic voor de Verenigde Staten | Interlands van Christian Pulisic voor de Verenigde Staten | Interlands van Christian Pulisic voor de Verenigde Staten | Interlands van Christian Pulisic voor de Verenigde Staten |
| №                                                         | Datum                                                     | Wedstrijd                                                 | Uitslag                                                   | Competitie                                                | Goals                                                     |
| 28                                                        | Als speler bij Borussia Dortmund                          | Als speler bij Borussia Dortmund                          | Als speler bij Borussia Dortmund                          | Als speler bij Borussia Dortmund                          | 11                                                        |
| --------------------------------------------------------- | --------------------------------------------------------- | --------------------------------------------------------- | --------------------------------------------------------- | --------------------------------------------------------- | --------------------------------------------------------- |
| 01.                                                       | 30 maart 2016                                             | Verenigde Staten – Guatemala                              | 4 – 0                                                     | Kwalificatie WK 2018                                      |                                                           |
| 02.                                                       | 26 mei 2016                                               | Verenigde Staten – Ecuador                                | 1 – 0                                                     | Vriendschappelijk                                         |                                                           |
| 03.                                                       | 29 mei 2016                                               | Verenigde Staten – Bolivia                                | 4 – 0                                                     | Vriendschappelijk                                         | 69'                                                       |
| 04.                                                       | 4 juni 2016                                               | Verenigde Staten – Colombia                               | 0 – 2                                                     | Copa América Centenario                                   |                                                           |
| 05.                                                       | 22 juni 2016                                              | Verenigde Staten – Argentinië                             | 0 – 4                                                     | Copa América Centenario                                   |                                                           |
| 06.                                                       | 26 juni 2016                                              | Verenigde Staten – Colombia                               | 0 – 1                                                     | Copa América Centenario                                   |                                                           |
| 07.                                                       | 2 september 2016                                          | Saint Vincent en de Grenadines – Verenigde Staten         | 0 – 6                                                     | Kwalificatie WK 2018                                      | 71', 90+2'                                                |
| 08.                                                       | 7 september 2016                                          | Verenigde Staten – Trinidad en Tobago                     | 4 – 0                                                     | Kwalificatie WK 2018                                      |                                                           |
| 09.                                                       | 7 oktober 2016                                            | Cuba – Verenigde Staten                                   | 0 – 2                                                     | Vriendschappelijk                                         |                                                           |
| 10.                                                       | 12 november 2016                                          | Verenigde Staten – Mexico                                 | 1 – 2                                                     | Kwalificatie WK 2018                                      |                                                           |
| 11.                                                       | 16 november 2016                                          | Costa Rica – Verenigde Staten                             | 4 – 0                                                     | Kwalificatie WK 2018                                      |                                                           |
| 12.                                                       | 25 maart 2017                                             | Verenigde Staten – Honduras                               | 6 – 0                                                     | Kwalificatie WK 2018                                      | 46'                                                       |
| 13.                                                       | 29 maart 2017                                             | Panama – Verenigde Staten                                 | 1 – 1                                                     | Kwalificatie WK 2018                                      |                                                           |
| 14.                                                       | 3 juni 2017                                               | Verenigde Staten – Venezuela                              | 1 – 1                                                     | Vriendschappelijk                                         | 61'                                                       |
| 15.                                                       | 9 juni 2017                                               | Verenigde Staten – Trinidad en Tobago                     | 2 – 0                                                     | Kwalificatie WK 2018                                      | 52', 62'                                                  |
| 16.                                                       | 12 juni 2017                                              | Mexico – Verenigde Staten                                 | 1 – 1                                                     | Kwalificatie WK 2018                                      |                                                           |
| 17.                                                       | 2 september 2017                                          | Verenigde Staten – Costa Rica                             | 0 – 2                                                     | Kwalificatie WK 2018                                      |                                                           |
| 18.                                                       | 5 september 2017                                          | Honduras – Verenigde Staten                               | 1 – 1                                                     | Kwalificatie WK 2018                                      |                                                           |
| 19.                                                       | 7 oktober 2017                                            | Verenigde Staten – Panama                                 | 4 – 0                                                     | Kwalificatie WK 2018                                      | 8'                                                        |
| 20.                                                       | 11 oktober 2017                                           | Trinidad en Tobago – Verenigde Staten                     | 2 – 1                                                     | Kwalificatie WK 2018                                      | 47'                                                       |
| 21.                                                       | 29 mei 2018                                               | Verenigde Staten – Bolivia                                | 3 – 0                                                     | Vriendschappelijk                                         |                                                           |
| 22.                                                       | 15 november 2018                                          | Engeland – Verenigde Staten                               | 3 – 0                                                     | Vriendschappelijk                                         |                                                           |
| 23.                                                       | 20 november 2018                                          | Italië – Verenigde Staten                                 | 1 – 0                                                     | Vriendschappelijk                                         |                                                           |
| 24.                                                       | 22 maart 2019                                             | Verenigde Staten – Ecuador                                | 1 – 0                                                     | Vriendschappelijk                                         |                                                           |
| 25.                                                       | 27 maart 2019                                             | Verenigde Staten – Chili                                  | 1 – 1                                                     | Vriendschappelijk                                         | 4'                                                        |
| 26.                                                       | 19 juni 2019                                              | Verenigde Staten – Guyana                                 | 4 – 0                                                     | Gold Cup 2019                                             |                                                           |
| 27.                                                       | 23 juni 2019                                              | Verenigde Staten – Trinidad en Tobago                     | 6 – 0                                                     | Gold Cup 2019                                             | 73'                                                       |
| 28.                                                       | 27 juni 2019                                              | Panama – Verenigde Staten                                 | 0 – 1                                                     | Gold Cup 2019                                             |                                                           |
| 32                                                        | Als speler bij Chelsea FC                                 | Als speler bij Chelsea FC                                 | Als speler bij Chelsea FC                                 | Als speler bij Chelsea FC                                 | 14                                                        |
| 29.                                                       | 1 juli 2019                                               | Verenigde Staten – Curaçao                                | 1 – 0                                                     | Gold Cup 2019                                             |                                                           |
| 30.                                                       | 4 juli 2019                                               | Jamaica – Verenigde Staten                                | 1 – 3                                                     | Gold Cup 2019                                             | 52', 87'                                                  |
| 31.                                                       | 8 juli 2019                                               | Mexico – Verenigde Staten                                 | 1 – 0                                                     | Gold Cup 2019                                             |                                                           |
| 32.                                                       | 7 september 2019                                          | Verenigde Staten – Mexico                                 | 0 – 3                                                     | Vriendschappelijk                                         |                                                           |
| 33.                                                       | 12 oktober 2019                                           | Verenigde Staten – Cuba                                   | 7 – 0                                                     | Nations League 2019/20                                    | 62' (pen.)                                                |
| 34.                                                       | 16 oktober 2019                                           | Canada – Verenigde Staten                                 | 2 – 0                                                     | Nations League 2019/20                                    |                                                           |
| 35.                                                       | 25 maart 2021                                             | Verenigde Staten – Jamaica                                | 4 – 1                                                     | Vriendschappelijk                                         |                                                           |
| 36.                                                       | 28 maart 2021                                             | Noord-Ierland – Verenigde Staten                          | 1 – 2                                                     | Vriendschappelijk                                         | 59' (pen.)                                                |
| 37.                                                       | 4 juni 2021                                               | Hongarije – Verenigde Staten                              | 0 – 1                                                     | Nations League 2019/20                                    |                                                           |
| 38.                                                       | 7 juni 2021                                               | Verenigde Staten – Mexico                                 | 3 – 2 n.v.                                                | Nations League 2019/20                                    | 114' (pen.)                                               |
| 39.                                                       | 6 september 2021                                          | Verenigde Staten – Canada                                 | 1 – 1                                                     | Kwalificatie WK 2022                                      |                                                           |
| 40.                                                       | 9 september 2021                                          | Hongarije – Verenigde Staten                              | 1 – 4                                                     | Kwalificatie WK 2022                                      |                                                           |
| 41.                                                       | 13 november 2021                                          | Verenigde Staten – Mexico                                 | 2 – 0                                                     | Kwalificatie WK 2022                                      | 74'                                                       |
| 42.                                                       | 16 november 2021                                          | Jamaica – Verenigde Staten                                | 1 – 1                                                     | Kwalificatie WK 2022                                      |                                                           |
| 43.                                                       | 28 januari 2022                                           | Verenigde Staten – El Salvador                            | 1 – 0                                                     | Kwalificatie WK 2022                                      |                                                           |
| 44.                                                       | 30 januari 2022                                           | Canada – Verenigde Staten                                 | 2 – 0                                                     | Kwalificatie WK 2022                                      |                                                           |
| 45.                                                       | 3 februari 2022                                           | Verenigde Staten – Hongarije                              | 3 – 0                                                     | Kwalificatie WK 2022                                      | 67'                                                       |
| 46.                                                       | 25 maart 2022                                             | Mexico – Verenigde Staten                                 | 0 – 0                                                     | Kwalificatie WK 2022                                      |                                                           |
| 47.                                                       | 28 maart 2022                                             | Verenigde Staten – Panama                                 | 5 – 1                                                     | Kwalificatie WK 2022                                      | 17' (pen.), 45+4' (pen.), 65'                             |
| 48.                                                       | 31 maart 2022                                             | Costa Rica – Verenigde Staten                             | 2 – 0                                                     | Kwalificatie WK 2022                                      |                                                           |
| 49.                                                       | 2 juni 2022                                               | Verenigde Staten – Marokko                                | 3 – 0                                                     | Vriendschappelijk                                         |                                                           |
| 50.                                                       | 5 juni 2022                                               | Verenigde Staten – Uruguay                                | 0 – 0                                                     | Vriendschappelijk                                         |                                                           |
| 51.                                                       | 15 juni 2022                                              | El Salvador – Verenigde Staten                            | 1 – 1                                                     | Nations League 2022/23                                    |                                                           |
| 52.                                                       | 27 september 2022                                         | Saoedi-Arabië – Verenigde Staten                          | 0 – 0                                                     | Vriendschappelijk                                         |                                                           |
| 53.                                                       | 21 november 2022                                          | Verenigde Staten – Wales                                  | 1 – 1                                                     | WK 2022                                                   |                                                           |
| 54.                                                       | 25 november 2022                                          | Engeland – Verenigde Staten                               | 0 – 0                                                     | WK 2022                                                   |                                                           |
| 55.                                                       | 29 november 2022                                          | Iran – Verenigde Staten                                   | 0 – 1                                                     | WK 2022                                                   | 38'                                                       |
| 56.                                                       | 3 december 2022                                           | Nederland – Verenigde Staten                              | 3 – 1                                                     | WK 2022                                                   |                                                           |
| 57.                                                       | 25 maart 2023                                             | Grenada – Verenigde Staten                                | 1 – 7                                                     | Nations League 2022/23                                    | 49'                                                       |
| 58.                                                       | 28 maart 2023                                             | Verenigde Staten – El Salvador                            | 1 – 0                                                     | Nations League 2022/23                                    |                                                           |
| 59.                                                       | 16 juni 2023                                              | Verenigde Staten – Mexico                                 | 3 – 0                                                     | Nations League 2022/23                                    | 37', 46'                                                  |
| 60.                                                       | 19 juni 2023                                              | Canada – Verenigde Staten                                 | 0 – 2                                                     | Nations League 2022/23                                    |                                                           |
| 16                                                        | Als speler bij AC Milan                                   | Als speler bij AC Milan                                   | Als speler bij AC Milan                                   | Als speler bij AC Milan                                   | 7                                                         |
| 61.                                                       | 9 september 2023                                          | Verenigde Staten – Oezbekistan                            | 3 – 0                                                     | Vriendschappelijk                                         | 90+5' (pen.)                                              |
| 62.                                                       | 13 september 2023                                         | Verenigde Staten – Oman                                   | 4 – 0                                                     | Vriendschappelijk                                         |                                                           |
| 63.                                                       | 14 oktober 2023                                           | Verenigde Staten – Duitsland                              | 1 – 3                                                     | Vriendschappelijk                                         | 27'                                                       |
| 64.                                                       | 18 oktober 2023                                           | Verenigde Staten – Ghana                                  | 4 – 0                                                     | Vriendschappelijk                                         | 19' (pen.)                                                |
| 65.                                                       | 22 maart 2024                                             | Verenigde Staten – Jamaica                                | 3 – 1 n.v.                                                | Nations League 2023/24                                    |                                                           |
| 66.                                                       | 25 maart 2024                                             | Mexico – Verenigde Staten                                 | 0 – 2                                                     | Nations League 2023/24                                    |                                                           |
| 67.                                                       | 8 juni 2024                                               | Verenigde Staten – Colombia                               | 1 – 5                                                     | Vriendschappelijk                                         |                                                           |
| 68.                                                       | 13 juni 2024                                              | Verenigde Staten – Brazilië                               | 1 – 1                                                     | Vriendschappelijk                                         | 26'                                                       |
| 69.                                                       | 24 juni 2024                                              | Verenigde Staten – Bolivia                                | 2 – 0                                                     | Copa América 2024                                         | 3'                                                        |
| 70.                                                       | 28 juni 2024                                              | Panama – Verenigde Staten                                 | 2 – 1                                                     | Copa América 2024                                         |                                                           |
| 71.                                                       | 2 juli 2024                                               | Verenigde Staten – Uruguay                                | 0 – 1                                                     | Copa América 2024                                         |                                                           |
| 72.                                                       | 7 september 2024                                          | Verenigde Staten – Canada                                 | 1 – 2                                                     | Vriendschappelijk                                         |                                                           |
| 73.                                                       | 11 september 2024                                         | Verenigde Staten – Nieuw-Zeeland                          | 1 – 1                                                     | Vriendschappelijk                                         | 69'                                                       |
| 74.                                                       | 13 oktober 2024                                           | Verenigde Staten – Panama                                 | 2 – 0                                                     | Vriendschappelijk                                         |                                                           |
| 75.                                                       | 15 november 2024                                          | Jamaica – Verenigde Staten                                | 0 – 1                                                     | Nations League 2024/25                                    |                                                           |
| 76.                                                       | 19 november 2024                                          | Verenigde Staten – Jamaica                                | 4 – 2                                                     | Nations League 2024/25                                    | 13'                                                       |

Bijgewerkt op 17 februari 2025.

## Persoonlijk
Pulisic werd op 18 september 1998 geboren als een zoon van Kelley Pulisic en Mark Pulisic, die beide voetbalden op de George Mason-universiteit. Mark speelde en trainde in het indoorvoetbal en vertelde dat zij geen druk zetten op Christian om te gaan voetballen. Pulisic groeide op in Hershey (Pennsylvania). Pulisic' opa Mate werd geboren in Olib in Kroatië. Pulisic' achternaam is Kroatisch, maar hij heeft zelf liever dat de naam op zijn Amerikaans wordt uitgesproken. Zijn neef Will voetbalt ook. Pulisic' oma Johanna DiStefano kwam uit Brooklyn, maar zag zichzelf als een Italiaan. Toen hij opgroeide, zag hij Luís Figo als zijn voetbalheld. Hij heeft Captain America als bijnaam vanwege zijn nationaliteit en zijn aanvoerderschap bij het nationale elftal, maar heeft zelf aangegeven geen groot fan van de bijnaam te zijn. Hij is ook weleens the LeBron James of soccer genoemd. In oktober 2022 bracht Pulisic het boek Christian Pulisic: My Journey So Far, gebaseerd op gesprekken met Daniel Melamud. In het boek beschreef hij hoe onder andere dat hij in 2020 te maken had met een depressie en dat zijn autistische broer Chase een bron van inspiratie voor hem is. In zijn vrije tijd speelt hij weleens schaken en de gitaar.

## Erelijst
Borussia Dortmund
- DFB-Pokal: 2016/17

 Chelsea
- FIFA Club World Cup: 2021
- UEFA Super Cup: 2021
- UEFA Champions League: 2020/21

 AC Milan
- Supercoppa: 2024

 Verenigde Staten
- CONCACAF Nations League: 2019/20, 2022/23, 2023/24

Individueel
- Amerikaans voetballer van het jaar: 2017, 2019, 2021, 2023
- Speler van de maand in de Serie A: december 2023